# 勝湖郡
座標: 北緯39度01分48秒 東経126度00分00秒 / 北緯39.02987度 東経126.00001度
勝湖郡（スンホぐん）は、朝鮮民主主義人民共和国黄海北道に属する郡。2010年に平壌直轄市から黄海北道に移管された。

## 地理
黄海北道の北東部にある。北側は大同江を隔てて平壌市三石区域と、東は平壌市江東郡と、南側は南江を隔てて平壌市寺洞区域・黄海北道祥原郡と接する。

## 行政区域
8洞・6里を管轄する。
- 南江洞（ナンガンドン）
- トッコル洞（トッコルトン）
- 立石洞（リプソクトン）
- 勝湖一洞（スンホイルトン）
- 勝湖二洞（スンホイドン）
- アプセ洞（アプセドン）
- 貨泉一洞（ファチョニルトン）
- 貨泉二洞（ファチョニドン）
- 広井里（クァンジョンニ）
- 金玉里（クモンニ）
- 梨川里（リチョンニ）
- 晩達里（マンダルリ）
- 鳳島里（ポンドリ）
- 三青里（サムチョンニ）

## 歴史
この節の出典
- 1959年9月 - 平安南道勝湖郡勝湖邑・梨川里・槐陰里・梨峴里・五柳里・大園里・金灘里・鳳島里・立石里、中和郡楸塘里・堂井里・大峴里・石井里をもって、平壌直轄市勝湖区域を設置。(1洞12里)
  - 勝湖邑が勝湖洞に昇格。
- 1960年10月 (1洞10里)
  - 楸塘里・堂井里・大峴里・石井里が新設の力浦区域に編入。
  - 金灘里が寺洞区域に編入。
  - 平安南道江東郡貨泉里・金玉里・三青里を編入。
- 1963年 - 勝湖洞が分割され、勝湖一洞・勝湖二洞・晩達里が発足。(2洞11里)
- 1965年 - 大園里・五柳里・梨峴里が寺洞区域に編入。(2洞8里)
- 1967年 (5洞7里)
  - 貨泉里が貨泉洞に昇格。
  - 勝湖一洞の一部が分立し、アプセ洞が発足。
  - 三青里の一部が分立し、トッコル洞が発足。
- 1972年 (7洞6里)
  - 立石里の一部が分立し、南江洞が発足。
  - 立石里の残部・鳳島里の一部が合併し、立石洞が発足。
- 1985年 - 槐陰里が広井里に改称。(7洞6里)
- 1995年 - 貨泉洞が分割され、貨泉一洞・貨泉二洞が発足。(8洞6里)
- 2010年末 - 平壌直轄市の市域再編に伴い、黄海北道勝湖郡となる。(8洞6里)

### 勝湖郡
- 1952年12月 - 郡面里統廃合により、平安南道江東郡勝湖面・青龍面・柴足面および三登面・元灘面の各一部地域をもって、勝湖郡を設置。勝湖郡に以下の邑・里が成立。(1邑18里)
  - 勝湖邑・梨川里・槐陰里・貨泉里・金玉里・梨峴里・五柳里・大園里・金灘里・高飛里・鳳島里・三青里・円興里・元新里・聖文里・大泉里・魯山里・三石里・湖南里
- 1954年 - 槐陰里の一部が分立し、立石里が発足。(1邑19里)
- 1958年 - 金玉里の一部が江東郡松街里に編入。(1邑19里)
- 1959年9月 - 勝湖郡廃止。
  - 勝湖邑・梨川里・槐陰里・梨峴里・五柳里・大園里・金灘里・鳳島里・立石里が新設の平壌直轄市勝湖区域に編入。
  - 湖南里・円興里・元新里・大泉里・聖文里・魯山里・三石里が新設の平壌直轄市三石区域に編入。
  - 高飛里・三青里・貨泉里・金玉里が江東郡に編入。

## 施設
- 平壌晩達里洞窟遺跡
- 晩達山古墳群

## 交通
- 平徳線
  - 立石里駅 - 勝湖里駅 - 晩達里駅 - 貨泉駅 - 金玉駅